# Gabino Uribe
Gabino Uribe de Villegas y Antúnez (Aija, 25 de octubre de 1782 - Lima, 1863) fue un sacerdote y militar peruano, prócer de la Independencia del Perú y Benemérito de la Patria. Colaboró con la causa independista mientras ejercía el cargo de Párroco de Huarmey en el entonces corregimiento de Huaylas entre 1815 y 1821.

## Biografía
Gabino Uribe Antúnez nació en el pueblo ancashino de Aija, miembro de una destacada familia aijina.
En la génesis de la Independencia del Perú, y siendo párroco de Aija, se unió a la Junta Patriótica de Huaraz, invitado por el sacerdote José María del Piélago. Integró una partida guerrillera entre los años 1820 y 1821, comandaban dicha caballería los capellanes José Gómez Alvarado de Chacas y Basilio Quispe Rodríguez de Malvas. 
En el mes de abril de 1821, el Dr. Gabino Uribe  Villegas, párroco de Huarmey, ingresa  a la acción guerrillera, motivado por la sublevación de los soldados españoles capturados por José Antonio Arenales en la batalla de Cerro de Pasco y escapados del campamento de Huarmey, con la ayuda de Ricafort y Carratalá. En 1821, Gabino Uribe sale de Aija con sus guerrillas, durante la lucha de la Independencia. Cuando naufragó la goleta "Terrible" que traía a emisarios de San Martín, Uribe los escondió en su casa de Huarmey. Ese mismo año, tras un motín de prisioneros realistas en Huarmey, Gabino Uribe y su guerrilla a caballo alcanzó a cuatro jornadas de Huarmey a los fugitivos y en una hábil maniobra los rodeó y desarmó sin derramamiento de sangre. El 30 de abril, ingresaba apoteósicamente a Huaraz, con los prisioneros recapturados.
Reunió en Aija una partida de un centenar de hombres que  engrosada con los nativos de las parroquia de Huayan y Cochapetí  detuvo el avance peligroso de los realistas, logrando derrotarlos en las alturas de Shiquí  y Huallé Urán, jurisdicción de  Cochapetí y  Cotaparaco; y  cuatro meses  después, con una partida de 1,000  voluntarios de las  vertientes  del Pacífico logró contener en acciones montoneras sucesivas, en las alturas de  Huayán, el avance de un fuerte contingente realista que se dirigía a Huaylas. Este hecho fue informado a San Martín que se encontraba en Huaura, con un oficio fechado en Huarás, el 30 de abril de 1821.
Trabajó muchos años en beneficio de los pueblos de Huarmey y Aija. Se retiró ya anciano a Lima, donde falleció en 1863, siendo declarado Benemérito de la Patria.